# Эсквилино (район)

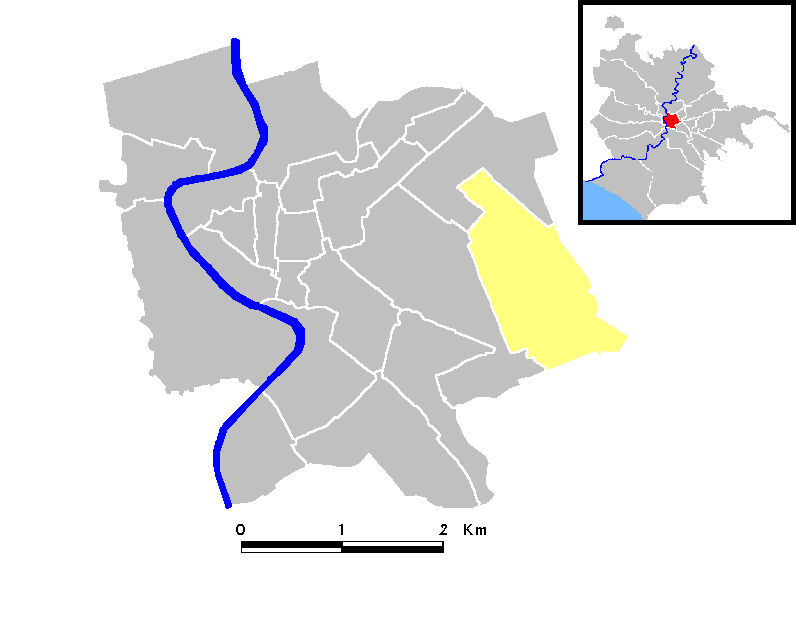
Эсквилино

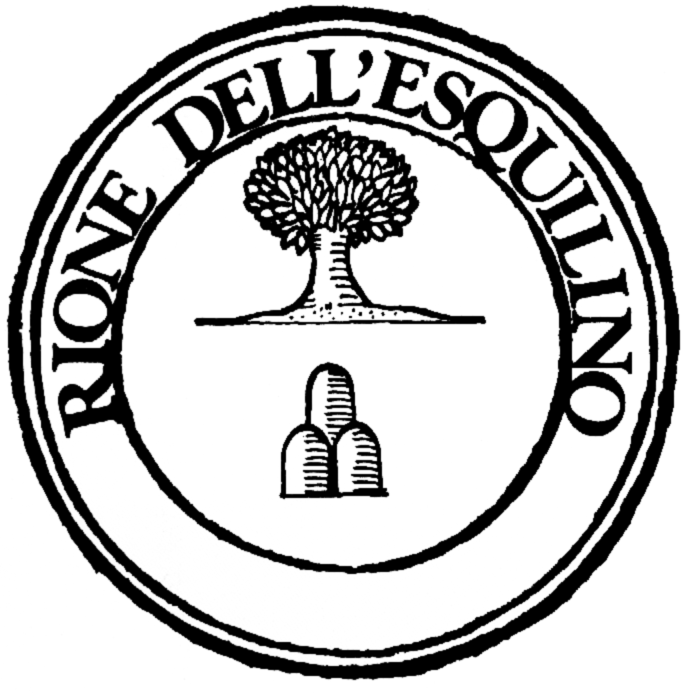
Герб Эсквилино

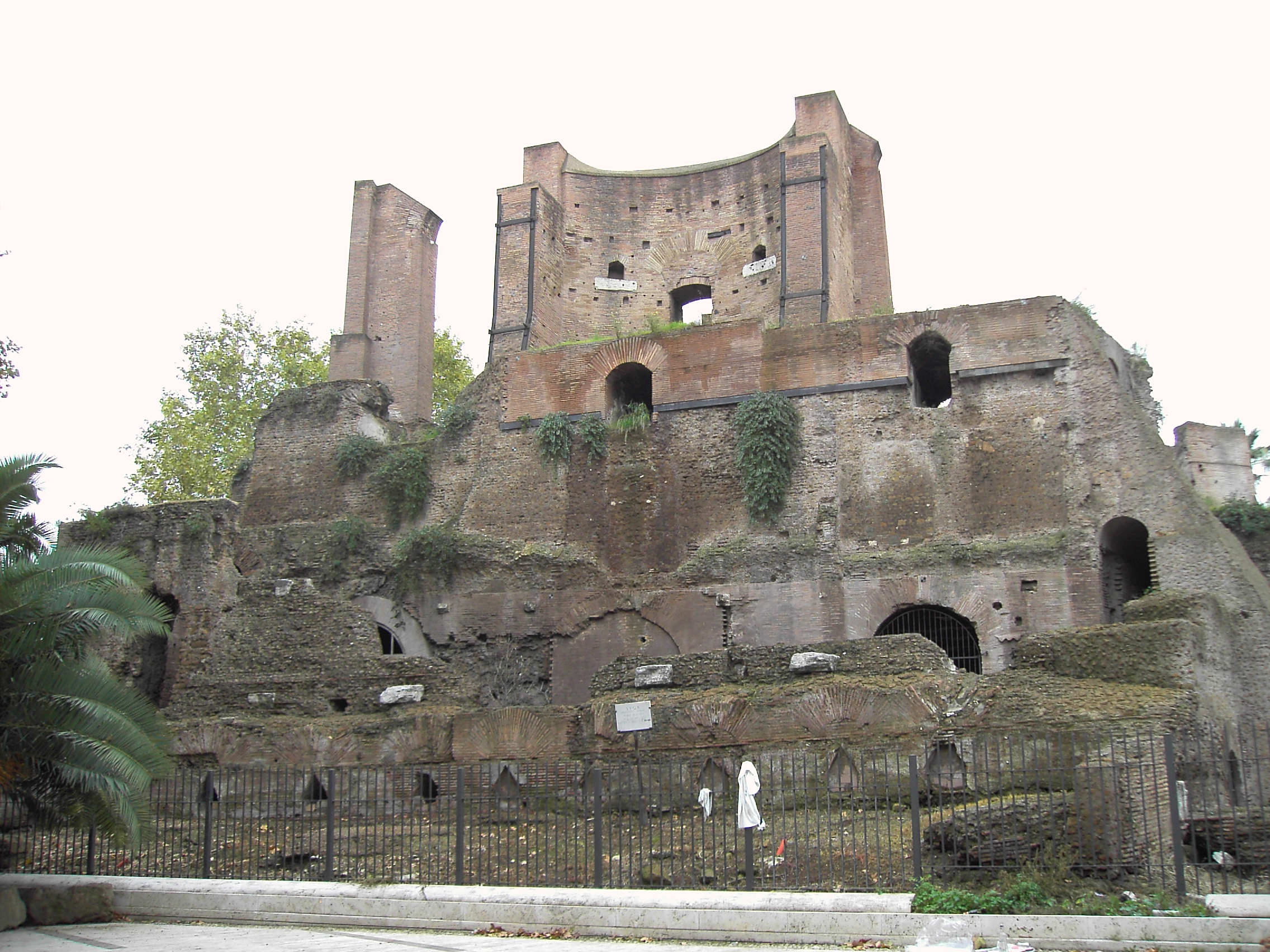
Нимфей Александра Севера

Эсквилино (итал. Esquilino) — XV район города Рима. Район Эсквилино расположен в северной части холма Эсквилин и включает в свой состав территорию вокзала Термини. Образован в 1921 году в результате отделения части территории от района Монти.

## Достопримечательности
- Вокзал Термини
- Аудитория Мецената
- Площадь Виктора Эммануила II
- Храм Минервы Медики
- Порта-Маджоре
- Мавзолей Эврисака
- Церкви
  - Санта-Мария-Маджоре
  - Санта-Кроче-ин-Джерусалемме
  - Сант-Антонио-Абате-аль-Эсквилино
  - Сант-Эусебио-аль-Эсквилино
  - Санта-Бибиана

## Станции метро
- Термини
- Витторио-Эмануэле
- Мандзони — Музео-делла-Либерационе